# Бошамарин
Бошамарин (словен. Bošamarin) — поселення в общині Копер, Регіон Обално-крашка, Словенія. Висота над рівнем моря: 62,1 м.